# ISO 3166-2:BH
ISO 3166-2:BH és el subconjunt per a Bahrain de l'estàndard ISO 3166-2, publicat per l'Organització Internacional per Estandardització (ISO) que defineix els codis de les principals subdivisions administratives.
Actualment per a Bahrain, l'estàndard ISO 3166-2, està format per 5 governacions. Cada codi es compon de dues parts, separades per un guió. La primera part és BH, el codi ISO 3166-1 alfa-2 per a Bahrain. La segona part són dos dígits (13–17).

## Codis actuals
Els noms de les subdivisions estan llistades segons l'ISO 3166-2 publicat per la "ISO 3166 Maintenance Agency" (ISO 3166/MA).
| Codi  | Nom de la subdivisió (ar) (BGN/PCGN 1956) | Nom de la subdivisió (ca)   | Nom de la subdivisió (ar)                                                                         |
| ----- | ----------------------------------------- | --------------------------- | ------------------------------------------------------------------------------------------------- |
| BH-13 | Al Homeāmah                               | Governació d'al Homeamah    | Error en Plantilla:Align: el valor "محافظة العاصمة" com a paràmetre d'alineació és incorrecte.    |
| BH-14 | Al Janūbīyah                              | Governació d'al Janubiyah   | Error en Plantilla:Align: el valor "المحافظة الجنوبية" com a paràmetre d'alineació és incorrecte. |
| BH-15 | Al Muḩarraq                               | Governació d'al-Muharraq    | Error en Plantilla:Align: el valor "محافظة المحرق" com a paràmetre d'alineació és incorrecte.     |
| BH-16 | Al Wusţá                                  | Governació d'al Wustá       | Error en Plantilla:Align: el valor "المحافظة الوسطى" com a paràmetre d'alineació és incorrecte.   |
| BH-17 | Ash Shamālīyah                            | Governació d'Ash Shamaliyah | Error en Plantilla:Align: el valor "المحافظة الشمالية" com a paràmetre d'alineació és incorrecte. |

1. ↑  El nom en català no és inclòs a l'estàndard ISO 3166-2.
2. ↑  El nom en àrab escrit en alfabet àrab no és inclòs a l'estàndard ISO 3166-2.